# دوغلاس سيلفا دي أندرادي
دوغلاس سيلفا دي أندرادي (بالبرتغالية: Douglas Silva de Andrade؛ مواليد 22 يونيو 1985) هو مُقاتل فنون قتالية مختلطة برازيلي.

### خلفية
نشأ سيلفا دي أندرادي في كاستانهال بالبرازيل، وله أخت أكبر منه. وقد أصبح مهتمًا بالفنون القتالية في أوائل مراهقته واستمر بالتدرب فقط مع صديقه لفترة طويلة في حياته المهنية.

## وصلات خارجية
- دوغلاس سيلفا دي أندرادي على موقع يو إف سي (الإنجليزية)
- دوغلاس سيلفا دي أندرادي على موقع شيردوغ (الإنجليزية)
- دوغلاس سيلفا دي أندرادي على موقع IMDb (الإنجليزية)
- دوغلاس سيلفا دي أندرادي على موقع قاعدة بيانات الفيلم (الإنجليزية)